# Гори ватра (филм)
Гори ватра је босанскохерцеговачки филм снимљен 2003. године који је режирао Пјер Жалица.

## Радња
Прича о распаду једне породице. Прича о послијератној стварности. Прича о чуду људи који су спремни да трпе све, да сачувају наду и одлуче да се боре за бољи живот.
Босна и Херцеговина, две године после рата. Тешањ, мали, ни по чему изузетан градић - на површини добри, отворени људи, скроман, поштен живот, пијаца, традиција и комшилук. Али испод површине: глад, етничка нетрпељивост, криминал, проституција и тотална корупција. 
Онда стиже вест о скорој посети америчког председника - Била Клинтона граду, и његовој спремности да том приликом постане почасни грађанин и кум општине. Све изгледа као јасан наговештај доласка бољих дана, дана благостања, напретка и среће. Али то мора и да се заслужи: у седам дана све што није добро: криминал, корупција, етничка нетрпељивост, мора једноставно да нестане. Под надзором и уз свесрдну помоћ посматрача из међународне заједнице почиње бесомучна борба за стварањем демократије за седам дана. У тој трци град потпуно полуди.

## Улоге
| Глумац                | Улога      |
| --------------------- | ---------- |
| Енис Бешлагић         | Фарук      |
| Богдан Диклић         | Заим       |
| Саша Петровић         | Хуснија    |
| Изудин Бајровић       | Мугдим     |
| Јасна Жалица          | Хитка      |
| Сенад Башић           | Велија     |
| Адмир Гламочак        | Хамдија    |
| Емир Хаџихафизбеговић | Станко     |
| Живорад Михајловић    | Цуња       |
| Гордана Бобан         | Преводилац |
| Феђа Штукан           | Аднан      |
| Александар Сексан     | Пич        |
| Хуберт Крамар         | Супервизор |
| Алмир Ћехајић Батко   | Осман      |
| Јасна Диклић          | Љута жена  |